# 3565 Ojima
A 3565 Ojima (ideiglenes jelöléssel 1986 YD) egy kisbolygó a Naprendszerben. Nídzsima Cuneo és Urata Takesi fedezte fel 1986. december 22-én.